# Велковци (Перникская область)
Велковци (болг. Велковци) — село в Болгарии. Находится в Перникской области, входит в общину Брезник. Население составляет 210 человек.

## Политическая ситуация
В местном кметстве Велковци, в состав которого входит Велковци, должность кмета (старосты) исполняет Марияна Благоева Димитрова (Болгарская социалистическая партия (БСП)) по результатам выборов.
Кмет (мэр) общины Брезник — Христо Димитров Миленков (коалиция в составе 4 партий: Болгарская социал-демократия (БСД), Болгарская социалистическая партия (БСП), Движение за права и свободы (ДПС), партия «Защита») по результатам выборов.